# Rolf Scherrer
Rolf Peter Scherrer, född 20 juli 1948 i Stockholm, död 10 augusti 1994 i Hagfors, var en svensk musiker (gitarrist). 
Scherrer var på 1960-talet medlem i gruppen Steampacket och en tid i Kebnekaise. Han samarbetade även med Bo Hansson och ingick senare i grupperna Happy Boys Band och Jaguar. 

## Filmografi
- 1967 – Åsa-Nisse i agentform – musiker